# Prolasius advenus
Prolasius advenus är en myrart som först beskrevs av Smith 1862.  Prolasius advenus ingår i släktet Prolasius och familjen myror. Inga underarter finns listade i Catalogue of Life.

## Bildgalleri

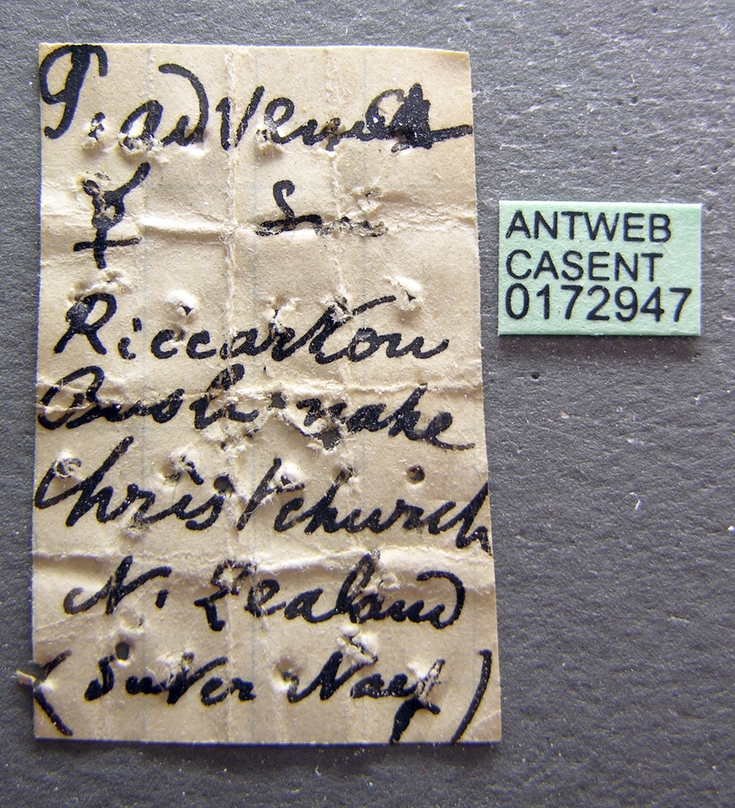
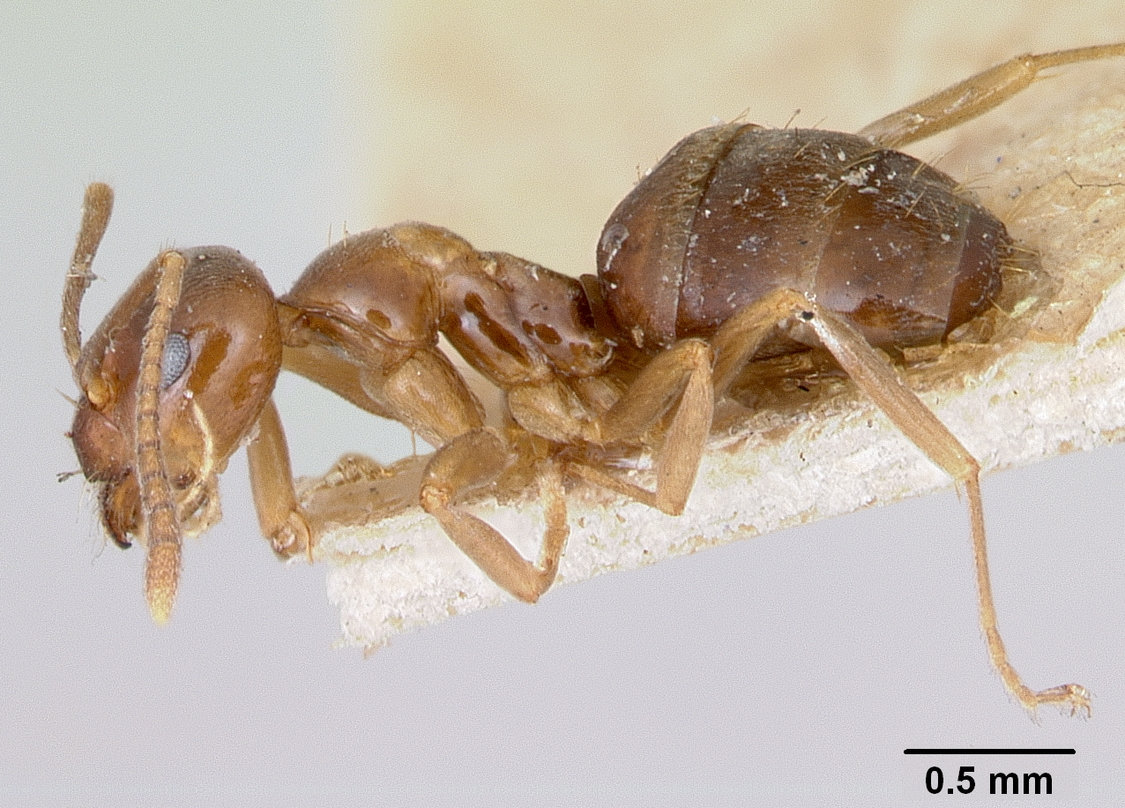
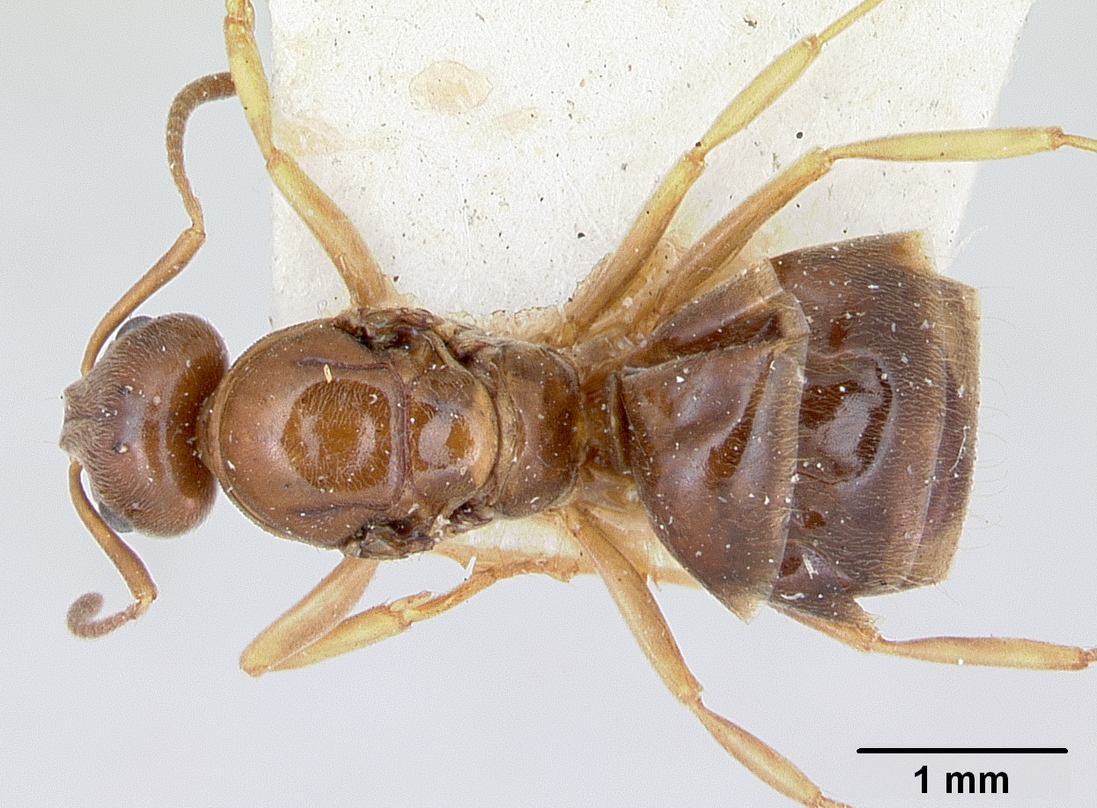
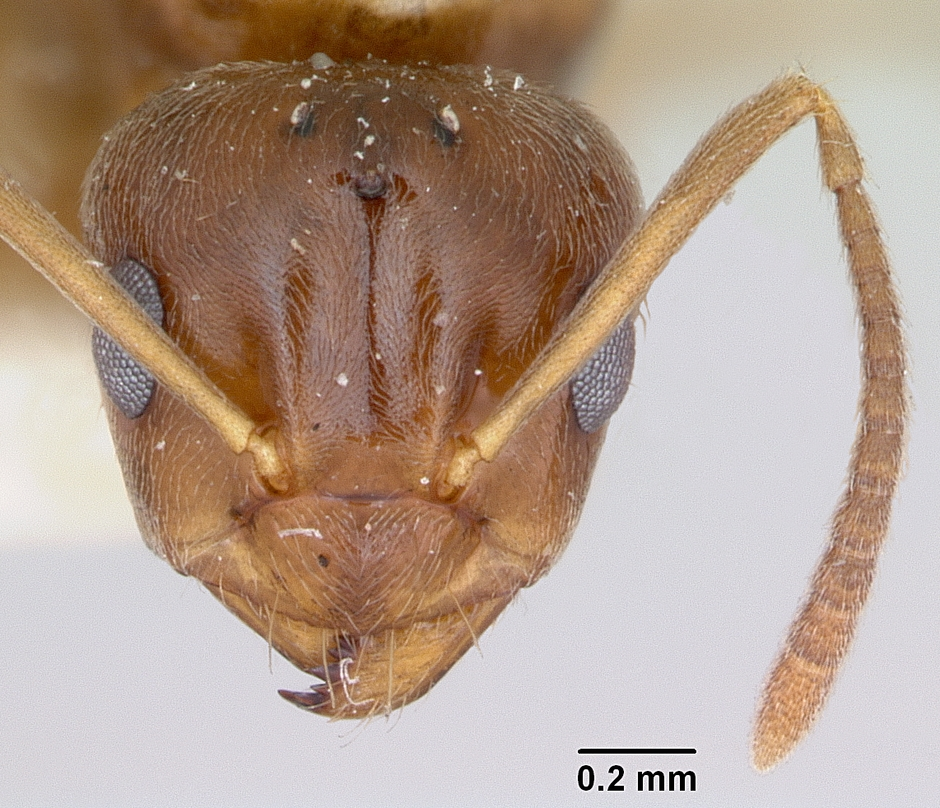
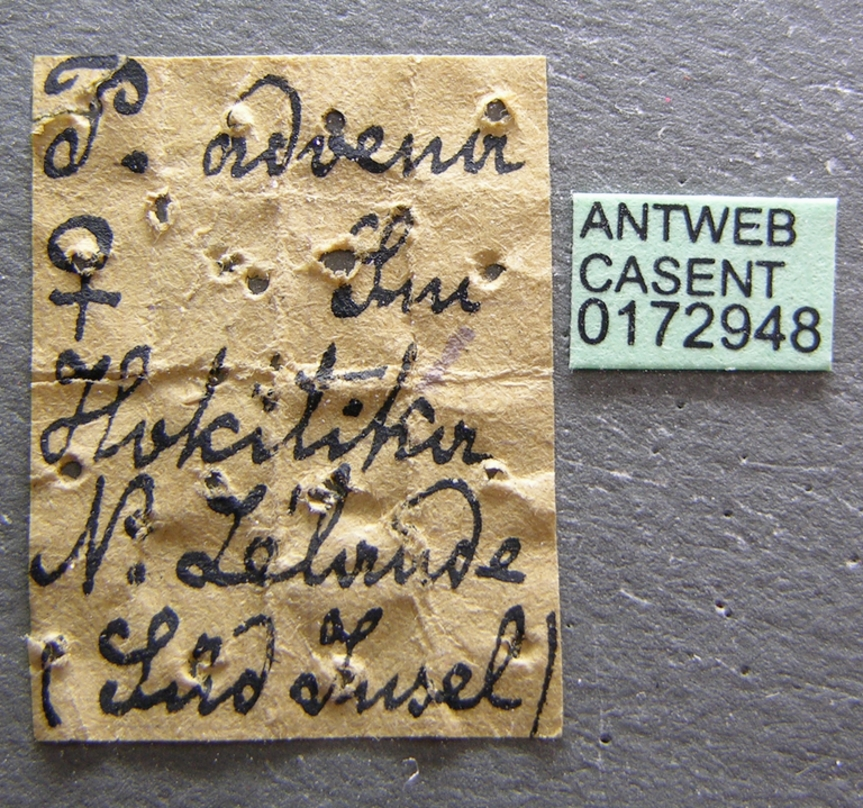
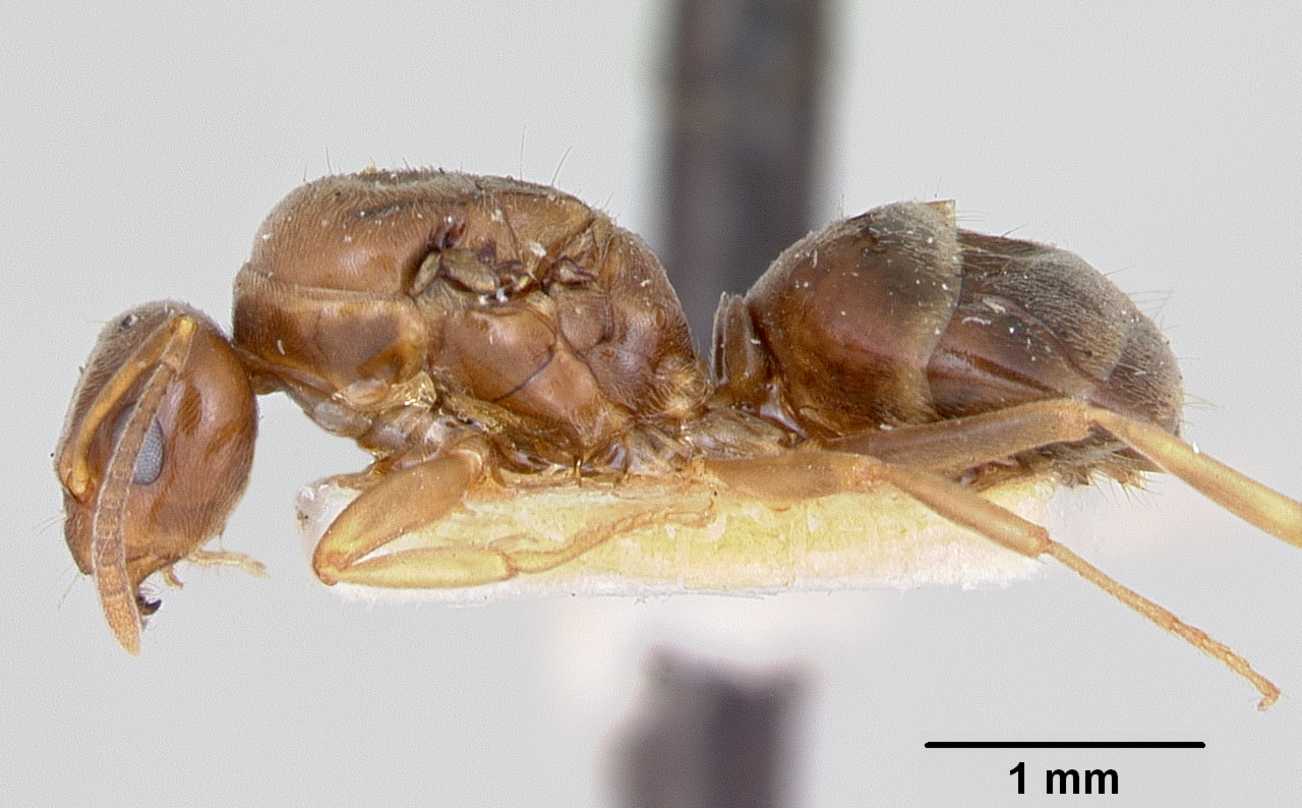